# Austria en los Juegos Olímpicos de Roma 1960
Austria estuvo representada en los Juegos Olímpicos de Roma 1960 por un total de 103 deportistas que compitieron en 15 deportes.  
El portador de la bandera en la ceremonia de apertura fue el piragüista Herbert Wiedermann.

## Medallistas
El equipo olímpico austríaco obtuvo las siguientes medallas:
| Nombre                          | Deporte | Competición                     |
| ------------------------------- | ------- | ------------------------------- |
| Oro                             |         |                                 |
| Hubert Hammerer                 | Tiro    | Rifle en tres posiciones 50 m M |
| Plata                           |         |                                 |
| Alfred Sageder Josef Kloimstein | Remo    | Dos sin timonel (M2-) M         |
| Bronce                          |         |                                 |
| —                               |         |                                 |